# 終極動員令：紅色警戒3
《終極動員令：紅色警戒3》為紅色警戒系列於2008年發布之作品，美商藝電於2008年2月15日宣佈推出PS3、XBox及個人電腦3種版本，在官方預告片中表示本遊戲於同年10月推出。2008年7月中旬，美商藝電宣佈中止PS3版本的開發，其理由是“PS3異乎尋常難以開發，紅色警戒3的引擎當初未考慮PS3”；但在個人電腦版本發售一段時間後，美商藝電又宣佈恢復其PS3版本的開發。同年7月29日，美商藝電釋出電腦測試版本，正式版本在同年10月28日起發售；首部資料片《終極動員令 紅色警戒3：起義時刻》则於2009年3月推出。

## 战役情节
劇情接續紅色警戒2，與紅色警戒2：尤里的復仇互為平行時空，由於洛馬諾夫主席被盟軍逮捕，蘇聯即將面臨潰敗亡國的危機，但在這時候蘇聯的科學家泽林斯基成功研發時間機器，於是蘇聯領導人用時光機回到1927年，在布鲁塞尔国际物理会议时把愛因斯坦從時間中消去，盟軍就這樣失去了例如光棱科技、天气控制机等的科技優勢（沒有愛因斯坦的理論质能等价便沒有原子彈），蘇聯成功扭轉局勢，避免了崩潰，甚至当苏联领导人回到正常的时间时，苏联，已经快要征服整个欧洲了。但对于过去的改变通过蝴蝶效应使得之后历史发生了天翻地覆的变化，直接造成了一个全新強大的勢力：昇陽帝國（即日本或大日本帝國）的崛起。升阳帝国对苏联和盟军不宣而战，企图实现他们的“天命”——即征服全世界。

### 苏联战役
在苏联战役中，玩家成为苏联的一名新指挥官，其首要任务是将升阳帝国的侵略军从苏联领土上驱逐出去。首先是保卫列宁格勒，并击败升阳帝国的海军舰船，同时在卡斯纳第45号地区（一个建造有卫星发射设施的虚构地区）拦截偷袭莫斯科的升阳帝国军队。前两场战争全部告捷，但是苏联资深指挥官尼科莱·库可夫将军称战争打赢是由于他自己的功劳，企图夺得苏联部长会议主席（总理）的信赖，却没有得逞。随后，玩家和一名空军女将领夏娜一同夺回被升阳帝国占领的、距离帝国本土较近的海参崴海军基地。
在初步扰乱升阳帝国的进攻计划后，一名反共主义思想极其严重的美国总统霍华德·阿克曼当选，并发表演讲，正式对苏联宣战。苏联高层意识到了有了美国支持之后的盟军将开始新一轮的猛攻，且战斗力会大大提升，于是苏联總理将玩家及坦克指揮官歐列格派往日内瓦前线偷袭盟军的军事基地，希望夺得先机。玩家完全歼灭了当地的盟军，这进一步加大了库可夫将军对玩家的不满，他在主席面前不断地贬低玩家的作战能力，但主席没有反应。库可夫将军对玩家的不满上升到了巔峰。總理發现盟军在米科诺斯岛上拥有研究某种新武器的设施，玩家又被派到那里来阻止盟军的企图。玩家成功占领了研究中心，并且击败了盟军的增援部队。正当此役时，查丹科總理遭到不明人士袭击并受伤（其實該刺殺事件是查丹科自導自演，用以陷害庫可夫）。
在此之后，玩家再次和库可夫将军合作，一同袭击位于冰岛的冯·埃瑟林空军基地。在这场战役中，玩家抵御了盟军的一波波空袭，并且摧毁了盟军的前线基地。库可夫将军以作战为名在玩家手中攫取了大量资金。与此同时，查丹科主席發来消息称：前一段时间的暗杀事件乃库可夫将军所为，并告诉玩家库可夫已经叛变，要求玩家铲除库可夫将军，并授权玩家使用基洛夫飞船，玩家遵从了查丹科總理的指令，消灭了库可夫将军和他的部队。
在库可夫之死和空军基地的毁灭之后，苏联发动了对日本本土的战争，玩家亲自指挥了在富士山天皇宫的对升阳帝国天皇芳朗的刺杀行动。杀死天皇後，帝国三军的代表指挥官也被击败，在此役后，升阳帝国已无法“回天”。然而，在此战之前，发明改变苏联命运的时间机器的泽林斯基博士私自通知玩家，并告诉玩家改变历史的真相，但是在信号中途被查丹科總理切断，泽林斯基博士也再没有出现过（對應蘇聯互相殘殺劇情，有可能在事後遭到肅清）。
其後查丹科總理命令玩家前往复活节岛，负责保护苏联與盟军和谈的大使（实际上和談只是騙局，查丹科總理企图以此引誘並殲滅盟军高級將領）玩家听从總理的命令，击败了当地的盟军。正当一切塵埃落定時，查丹科總理突然称玩家已没有利用余地，並想除掉玩家。幸运的是，玩家成功摧毁了總理所在的复活节岛火山要塞，并且杀掉了總理。
在此战之后，苏联已经统治了大半个世界，最后将矛头指向美国纽约。玩家和另外一名指挥官尼可莱·莫斯克文配合入侵纽约，首先切断了当地的供给线，并摧毁了布莱德利要塞，同时建造了新的基地，成功在纽约站稳了脚跟。在玩家毁灭性的进攻下，自由女神像倒塌了。玩家完全击败了盟军，并且成為了蘇聯以至全世界新任總書記，一个新的“红色世界”建立了。

### 盟军战役
在盟军战役中，玩家会成为盟军的指挥官，盟军在欧洲节节败退，苏联幾乎占领了整個歐洲——除了英国外。故盟军决定死守布莱顿海岸，玩家在指挥官吉尔利斯·皮斯帮助下，成功击退了库可夫率领的部队。然后，盟军决定解放法国的戛纳，玩家在谭雅、间谍和指揮官華倫·富勒的帮助下，盟军保护了法国的高级官员并成功打败了苏联指挥官尼可莱·莫斯克文。
再后来，盟军决定解放德国的海德堡，玩家在指挥官利塞特·汉莉帮助下，摧毁了苏联的铁幕装置和被铁幕装置保护的苏联指挥所。但就在这时，升阳帝国开始崛起，并通过浮岛要塞占领了直布罗陀，盟军将领罗伯特·宾汉决定让玩家和苏联合作打败升阳帝国，但这遭到总统反对，但苏联和盟军还是一起夺回了直布罗陀，接着盟军和苏联再次合作，控制了升阳帝国在北海的浮岛要塞，但这时，总统决定消灭苏联，于是便去拉什莫尔山启动终极武器——末日罗斯福，玩家和谭雅一起摧毁了末日罗斯福的控制器并杀掉了总统（如果让总统搭上直升机时将其击坠，会出现绿色火花，即可能总统是昇阳帝国派来的机械傀儡）。
后来，谭雅来报，升阳帝国将军将去东京参加会议，盟军决定让玩家再次和苏联和合作去摧毁升阳帝国，但苏联却背信了，不过玩家还是驅趕了升阳帝国。后来，格雷戈尔·赛林斯基博士背叛苏联，告诉了盟军升阳帝国不该出现的真相，并告诉苏联在哈瓦那有所动作，盟军决定派玩家去哈瓦那探明情况，发现了苏联想利用隐藏在运动场里的基洛夫飞艇去轰炸盟军的任何一个城市，玩家成功的阻止了他们的计划，随后，苏联只得退守列宁格勒，部长会议主席托尼·查丹科决定逃亡太空，盟军决定让玩家去摧毁列宁格勒的中心要塞，要塞被摧毁后，苏联领导人被打入冰牢，最后，全世界恢復了自由，玩家得到情报官伊娃·麦肯娜和谭雅的邀请，美國副总统則繼任总统。

### 升阳帝国战役
在帝国战役中，玩家成为帝国的最新指挥官，在天皇的命令下，开始了征服之旅。首先，帝国在新年之夜进攻了苏联沃尔库塔地区某小镇，伤亡惨重，机智的指挥官利用了帝国的迅雷运输艇骗过苏联守卫，对其发电厂造成毁灭打击，最终在帝国的大量步兵的帮助下，击败了苏联统帅欧列格·凡丁，并摧毁该地雕塑和重创苏联海军。其后，皇太子达郎给了指挥官装甲部队，天皇指示要摧毁斯大林格勒“苏联之母”雕像，指挥官联合帝国名将天西贤治击败苏军，摧毁雕像，使苏联人的精神受到重创，并护送了一支秘密的运输部队。后来在乌克兰的敖德萨，指挥官利用打击者VX护送运输部队，在敖德萨军用仓库建造了帝国传奇般的战神——将军刽子手，其轻易扫荡了敖德萨，所到之处苏军丢盔弃甲，苏军主帅尼克莱·库可夫侥幸逃脱。
随后，盟军偷袭帝国的珍珠港(EA的惡攪)，在指挥官的英勇抵抗下，盟军被赶走，守住珍珠港了，但天皇大为光火，達郎才知道盟军玩起了声东击西，珍珠港只是佯攻而已，他們的主要目標其實是帝国玄武要塞，然後再借要塞來作為進攻東京的兵站，他們已經从太平洋另一侧派MCV偷袭了，達郎急忙命令指挥官去玄武要塞阻截盟軍。最後指挥官利用要塞防御逐步击溃盟军，保住了要塞。为了让盟军屈服，天皇让指挥官开着要塞找盟军寻仇，更重要的是要控制美国新闻界，在玄武要塞的火力下，指挥官杀上洛杉矶圣莫尼卡海滩，并驱逐盟军，控制其新闻界。
但天皇的政策终于使得苏联和盟军这两个死对头走到了一起，他们联合对帝国发起了惊天一击。天皇在透過機械傀儡的美國總統偷聽盟軍領袖和一位蘇聯亡命到盟軍的科學家（也就是泽林斯基博士）的通訊時得知，帝国的崛起只是蘇聯利用時間機器干涉歷史所造成的错误时十分震惊，最终导致天皇喪失戰意，並将权力交给了皇太子达郎。起初帝国军面对盟军和苏联组成的联军毫无招架之力，但是指挥官利用百合子夺回基地，并联合帝国军队捣毁苏盟联军的基地，并阻止了盟军干扰作战控制连线的举动。苏盟联军被打退后，达郎决定彻底消灭苏联，指挥官的大军杀向莫斯科，将军刽子手再次登场，指挥官利用它砸烂了苏军防线并拆了克里姆林宫，苏联部长会议主席查丹科试图保住时间机器，于是用双刃直升机将其运走，不料指挥官早有防范，直升机被拦截并击落，随后，苏联彻底灭亡。
苏联毁灭后，盟军龟缩在阿姆斯特丹港，由于盟军最大的支持者未来科技公司在该处，帝国倾巢而出，准备歼灭盟军，在指挥官解除盟军的空中优势后，苏联博士泽林斯基带领硕果仅存的苏军前来帮助盟军，并用铁幕保护了未来科技公司总部，但指挥官仍然歼灭了盟军，并最后与泽林斯基的苏军决战，在决战后，苏联全军覆灭，未来科技公司大楼倒塌，盟軍沒落，帝国征服了全世界達成了「天命」，而指挥官则成为了终极将军（征夷大將軍），并受到帝国情报官的爱慕。

## 陣營

### 盟軍
西歐及北美發達國家組成的國家聯盟，因為愛因斯坦的消失而失去了不少戰略科技武器，現在盟軍的科技多由未來科技公司提供。紀律嚴明而機動能力強是盟軍的優勢，擁有超時空科技的優勢，他們目前正積極抵禦俄軍的進軍。

### 蘇聯
在原來的時空處於崩潰邊緣，但因赛林斯基成功研製出時間機器，蘇聯得以殺死愛因斯坦並進而扭轉局勢，卻因而引來了新的敵人——昇陽帝國。雖然沒有了核科技，但擁有磁爆科技的俄軍實力依舊強勁，厚實的裝甲和強大的破壞力仍是俄軍軍隊的特色。

### 昇陽帝國
在蘇聯、西方盟軍交戰的大環境下，日本暗地裏積極發展纳米科技，最終以「昇陽帝國」的名號出現在世人面前。帝國軍隊有著強烈的民族情感，認為征服世界是昇陽帝國的「天命」，且軍民絕對服從他們眼中的神——日本天皇。而為了實現這一目標，他們甚至可以毫不猶豫地獻出自己的生命。帝國軍隊配備著許多常人難以想像的科技武器，再加上他們對「天命」執著，使昇陽帝國成為這次世界大戰非常難纏的新勢力。

## 主要角色

### 蘇聯
- 安納托尼·查丹科主席Premier Anatoly Cherdenko（Tim Curry飾）阴谋家，富有野心。通过时间机器令爱因斯坦在世上消失，改变了历史从而扭转了苏联的困境，并代替庫可夫出任苏联部长会议主席（总理），但出人意料地造成了升阳帝国的崛起。在苏军任务中，从初期的大力提拔玩家所扮演的指挥官，利用玩家指揮官除掉尼可萊·庫可夫將軍。之後又認為玩家指揮官已沒有利用價值而欲除掉；最后被玩家擊敗（限蘇聯戰役）。
- 尼可萊·庫可夫將軍General Nikolai Krukov（安德烈·狄沃夫飾）資深將軍，非常輕視玩家指揮官，後被查丹科誣陷謀反；並被玩家消滅（限蘇聯戰役），類似二代的維拉迪摩將軍。
- 格雷戈爾·賽林斯基博士Dr. Gregor Zelinsky（Peter Stormare飾）为苏联秘密研制时间机器，爱好和平，因时间线改变之后而感到自责，最后将时间机器的秘密通知盟军（限盟軍、昇陽帝國戰役）。
- 情報官達夏·費多洛維齊Dasha Fedorovich（Ivana Miličević飾）[UR]在玩家执行苏军任务时，负责任务的传达。
- 狙擊手娜塔莎·佛克凡Sniper Natasha（Gina Carano飾）是苏军的英雄兵种，能远距离击杀步兵。当使用激光远距离瞄准任何物体数秒后，能呼叫空袭部队将其摧毁。
- 指揮官歐列格·沃德尼克Commander Oleg Vodnik（Dimitri Diatchenko飾）[UR]在遭遇战模式中，玩家可与之结盟或对抗。偏好使用陆军，人海战术。
- 指揮官尼可萊·莫斯克文Commander Nikolai Moskvin（Gene Farber飾）[UR]在遭遇战模式中，玩家可与之结盟或对抗。偏好使用恐怖机器人与镰刀机甲。
- 指揮官夏娜·阿肯斯雅Commander Zhana Agonskaya（范妮莎·布兰奇飾）在遭遇战模式中，玩家可与之结盟或对抗。偏好使用空军的双刃直升机。
- 指挥官维拉Commander Vera Belova（Moran Atias饰）苏军新任的精明指挥官之一，乌克兰自由斗士，人称“白麻雀”，在战后为苏联人民带来了一些秩序和希望。

### 盟軍
- 霍華德·T·阿克曼總統President Howard T. Ackerman（J. K. Simmons飾）是一个坚定的反共产主义者，在盟军任务中，试图一意孤行地向苏军使用终极武器。
- 羅伯特·賓漢陸軍元帥Field Marshall Robert Bingham（尊尼芬·帕斯飾）对苏军採取包容態度，一直试图与苏军一起对抗崛起的升阳帝国。
- 特别探員譚雅Special Agent Tanya（珍妮·麥卡錫飾）是盟军的英雄兵种，懂得超過十五種徒手殺人的方法的特務員，能轻松地对付大量士兵，并且能对建筑和车辆舰只实施爆破，特殊技能为使用时空腰带回到数秒之前的状态（包括所处位置与血量）。
- 情報官伊娃·麥肯娜Lieutenant Eva McKenna（Gemma Atkinson飾）[UR]在玩家执行盟军任务时，负责任务的传达。
- 指揮官華倫·富勒Commander Warren Fuller（Randy Couture飾）在遭遇战模式中，玩家可与之结盟或对抗。偏好使用激流ACV。
- 指揮官吉爾利斯·皮斯Commander Giles Price（Greg Ellis飾）[UR]在遭遇战模式中，玩家可与之结盟或对抗。偏好使用空军。
- 指揮官利塞特·漢莉Commander Lissette Hanley（Autumn Reeser飾）在遭遇战模式中，玩家可与之结盟或对抗。偏好使用多功能步兵车。
- 指挥官希尔  一位对当前战况很不满意的战场老兵，希尔通过身体力行改变了盟军部队。玩家将有机会在战场上挑战指挥官希尔。
- 莉迪亚·温特斯   温特斯女士被视为前战中奠定盟军胜利基础的轨道防御网的创造者，收到新的职责后，她寻求直接领导盟军部队作战的机会。

### 昇陽帝國
- 天皇芳朗Emperor Yoshiro（乔治·武井飾）奉行武士道的传统主义者，遵从天命。在得知时间机器的真相后一蹶不振，让位于儿子達郎，以期能重振升阳帝国。
- 皇太子達郎Crown Prince Tatsu（罗恩·袁飾）[UR]天皇独子，征夷大将军，致力于使用科技武器提升军队。
- 超能力者百合子ΩPsionicist Yuriko Omega（虚拟形象，Lisa Tamashiro配音）是升阳帝国的英雄兵种，使用意念为武器。能快速杀死单个士兵或载具，能以极高的效率拆除建筑物。特殊技能能瞬间杀死所有靠近身体的士兵。
- 情報官富山杉Intelligence Officer Suki Toyama（胡凯莉飾）在玩家执行升阳帝国任务时，负责任务的传达。
- 指揮官長間晉三Commander Shinzo Nagama（Bruce Asato Locke飾）[UR]在遭遇战模式中，玩家可与之结盟或对抗。偏好使用步兵及人海战术。
- 指揮官天西賢治Commander Kenji Tenzai（Jack J. Yang飾）[UR]在遭遇战模式中，玩家可与之结盟或对抗。偏好使用机甲部队。
- 指揮官白田直美Commander Naomi Shirada（Lydia Look飾）在遭遇战模式中，玩家可与之结盟或对抗。偏好使用海军。
- 指挥官佐藤高良Commander Takara Sato （Jamie Chung饰） 在盟军战胜帝国后，前任火箭天使第一营的指挥官迅速串起，成为新成立的帝国防卫部队的稳健领导者，企图建立自己的新帝国。
- 超能力特种兵野泉Izumi（林小微饰）（开发人类心灵的战斗能力）的第一个幸存者，由于东京神罗心灵研究中心在战后已是一片废墟，以致野泉的真实姓名、行踪和其他相关资料都无从查询。

注：標有「[UR]」的角色在資料片《起義時刻》中亦有出現。

### 其他角色
- 愛因斯坦Professor Albert Einstein（Smokey Miles飾）盟軍的科技核心人物，開場就被查丹科主席通过时间机器令爱因斯坦在世上消失（與紅警初代中愛因斯坦對希特勒所做之事同理）。

## 關於遊戲
游戏在理念和兵种上大幅继承了前作红色警戒2，但加入了许多新颖的要素。
游戏的基本理念依然为采集矿石换取金钱，消耗金钱建立建筑物和启用科技，并生产防御工事或陆军、海军、空军等投入战斗，以获得胜利。在任务模式中，完成相应的任务目标为胜利；在遭遇战中，则将敌人的所有建筑物（不包括防御工事）摧毁即获胜利。
金錢可以通過幾個方法收集。最重要依然是在矿脉建立采矿场，使用礦車采集礦石取得金錢，和前作不同，本作不能通过建立多个矿厂和采矿车来提升采矿速度，一个矿脉只能同时容纳一架采矿车进行采矿。玩家也能通過占领地圖上的科技鑽油井獲取持久的收入。半价出售自己的建築物和收集隨機出現的箱子也可以得到一些金錢。苏联还可以使用起重机以七五折回收车辆或舰船。
和前作一个重要革新就是所有单位均有特殊技能。一部分单位的特殊技能是在两种武器之间切换（比如苏军步兵可在步枪和燃烧瓶间切换，切换后就持续使用新的武器）或者在两种形态之间切换（如升阳帝国一部分载具或防御能在对地/对海和对空模式转换）；另一些单位则是在常规武器之外，可使用特殊技能作为附加的武器使用（如盟军的冰冻直升机平时的武器为冰冻功能，特殊技能可以对一个车辆或舰船单位进行缩小使其可以快速移动但对其他单位造成的伤害减小并容易被碾压。但使用一次后在冷却时间结束之前无法再次使用，而只能使用常规的冰冻功能）。大部分特殊技能均需要冷却时间。

## 游戏模组
鉴于红色警戒3的模组非常多，在此只列举部分知名度较高者。
| 名字                   | 内容 |
| ---------------------- | --- |
| 龙霸天下               | 在红色警戒3官方原版1.12的基础上制作的MOD，增添了全新的中国阵营“天朝”。                                       |
| 战争终结               | 主要以基础的单位和高级设定为主，借鉴国外的部分单位源码，同时加入更多自定义地图，玩法大大拓展。               |
| 变革                   | 最新版本3.54                                                                                                 |
| SHIFT                  | 最新版本1.8                                                                                                  |
| 帝国之怒               | 最新版本竞技版1.06；最新娱乐版1.05                                                                           |
| insurrection起义MOD    | 最新版本1.75                                                                                                 |
| 装甲冲击（Armor Rush） | 最新版本3.215                                                                                                |
| 日冕（Corona）         | 已公测MOD為原作優化了模型、貼圖，增改了部分單位，修復了部分BUG，並推出第四陣營「神州（Celestial Empire）」。 |

## 遊戲原聲音樂
在台灣首賣活動中發售的《終極動員令：紅色警戒3》限量版中已包含了《終極動員令：紅色警戒3》的音樂原聲帶。共44首：
1. Ra3 Theme - Soviet March - 《苏维埃进行曲》
2. Hell March 3 - 《地獄進行曲》
3. Grinder 2
4. Hell March 1 Fftl Remix
5. Celebration
6. Japanese Campaign
7. Exploring in Russia
8. Threatened in Russia
9. Exploring in Mainland Europe
10. Threatened in Mainland Europe
11. Soviet Combat 1
12. Soviet Combat 1 - Losing
13. Soviet Combat 1 - Triumphal
14. Exploring in New York City
15. Brighton Beach - Building Defenses
16. Brighton Beach - Soviets Coming Ashore
17. Allied Combat 2
18. Allied Combat 2 - Losing
19. Allied Combat 2 - Triumphal
20. Mykonos
21. Exploring in Mykonos
22. Easter Island - Lying in Wait
23. Enter the Shogun Executioner
24. Japan Combat 1
25. Japan Combat 1 - Losing
26. Japan Combat 1 - Triumphal
27. Mount Fuji Intro
28. Exploring in Mount Fuji
29. Threatened in Mount Fuji
30. Exploring in Tokyo Harbor
31. Threatened in Tokyo Harbor
32. Soviet - Up Yours
33. Allied - Up Yours
34. Japanese - Up Yours
35. Exploring in Havana
36. Threatened in Havana
37. Floating Island Fortress
38. Iceland
39. Exploring in Vladivostok
40. Tanya in Gibraltar
41. Downloading
42. Ra3 Credits
43. Soviet March - Reprise - 《苏维埃进行曲》鋼琴短篇演奏版
44. Hell March 2 Fftl Remix

## 爭議
遊戲以日本為原形的昇陽帝國作為第三方陣營在东亚引起了爭議。部分韓國人指責此舉是在美化二戰中的日本。

## 其他
預告片裡使用了名句『All your base are belong to us』。

## 停止服务
美国艺电宣布于2014年6月30日起关停终极动员令：红色警戒3在内的50余款游戏的对战服务器。

## 外部連結
- Command & Conquer: Red Alert Universe （页面存档备份，存于）（英文）(链接失效)
- 《終極動員令：紅色警戒3》在台官方網站 （页面存档备份，存于）（繁體中文）(链接失效)
- 命令与征服战略中心（中国大陆最大的命令与征服交流论坛） （页面存档备份，存于）（简体中文）（链接失效）
- 征服者（中国大陆时间最长的命令与征服专题网站）（简体中文）
- GT即时战略中心（中国大陆历史最悠久的命令与征服交流论坛）（简体中文）(链接失效)
- 过场动画真人演员介绍   （页面存档备份，存于）（简体中文）